# Národní park Cevenny
Národní park Cevenny (francouzsky Parc national des Cévennes) je francouzský národní park, vyhlášený v roce 1970 v oblasti pohoří Cevenny (Cévennes) na území departementů Lozère, Gard a Ardèche. Nachází se v jihovýchodní části Francouzského středohoří mezi městy Mende, Alès a Millau a zaujímá plochu celkem 3213,8 km2. Je jediným národním parkem Francie, který je trvale obydlený i ve vnitřní zóně.
Nejvyšším bodem je Mont Lozère, dosahující nadmořské výšky 1699 m. Druhou nejvyšší horou je Mont Aigoual s výškou 1565 m. Součástí parku je také rozsáhlá plošina Causse Mejean, jejíž nadmořská výška se pohybuje mezi 800 a 1 247 m.

## Příroda

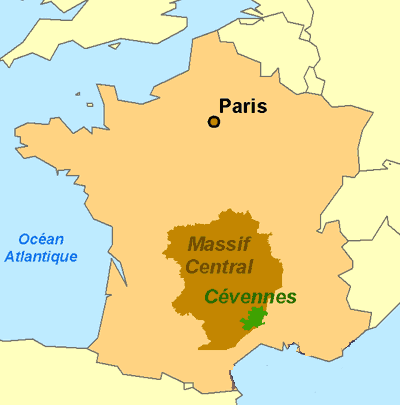
Poloha NP v rámci Francouzského středohoří a Francie

Prostor národního parku byla po staletí využívaná k chovu ovcí, což spoluutvářelo charakter oblasti. Vliv na podobu krajiny mělo i tradiční lesní hospodářtví a pálení dřevěného uhlí. Přesto zůstaly zachovány původní listnaté lesy.
Nezalesněné části porůstá mnoho druhů rostlin včetně 24 endemitů. Oblast je vyhlášená tím, že zde roste více než 40 druhů vstavačovitých, mezi nimi i vzácný střevíčník pantoflíček nebo švihlík letní. Dále se tu vyskytuje divoký narcis, hlaváček jarní, lilie zlatohlavá, prha arnika, planý tulipán, pivoňka lékařská, orlíček, hořec Clusiův, hořec křížatý, oměj šalamounek, lomikámen zrnatý, podbílek šupinatý, rýt Reseda jacquinii či koniklec velkokvětý.
Bohatou květenu doplňuje značný počet bezobratlých, hmyzu a původní evropské lesní fauny (muflon, vydra, bobr, jelen, prase divoké, netopýři). Oblast využívá i množství ptáků, mezi nimi dytík úhorní, skřivan lesní, skřivánek krátkoprstý, linduška úhorní, strnad zahradní, ťuhýk obecný, sýček obecný, moták pilich i moták lužní, lelek lesní, dudek chocholatý, skalník zpěvný, kavče červenozobé, krkavec velký, sokol stěhovavý, výr velký či orel skalní. Znovu byl do volné přírody vypuštěn sup bělohlavý, v oblasti již vyhubený.